# Frank Verbeek
Franciscus Wilhelmus Maria (Frank) Verbeek (Venlo, 18 oktober 1964) is een voormalig Nederlands profvoetballer die van 1982 tot 1992 uitkwam voor VVV en MVV. Hij speelde aanvankelijk als linkerspits, later als aanvallende middenvelder.

## Spelersloopbaan

### Eerste periode VVV
Verbeek maakte op 17-jarige leeftijd onder trainer Sef Vergoossen op 18 september 1982 zijn competitiedebuut tijdens VVV - SC Cambuur (3-1) en scoorde in die wedstrijd meteen al zijn eerste goal. Gezegend met een hard schot gold hij als een talent en werd kort na zijn debuut dan ook geselecteerd voor het Nederlands elftal onder 19 jaar, waar hij onder meer samenspeelde met de latere Oranje-internationals John Bosman en Hendrie Krüzen. In 1986 werd Jan Reker trainer bij de Venlose club, met wie Verbeek in onmin raakte vanwege een tactisch verschil van inzicht. Reker wilde hem van een aanvaller 'omturnen' in een verdediger en dat zag Verbeek niet zitten.

### Periode MVV
Omdat Reker hem geen basisplaats kon of wilde garanderen, maakte de Venlonaar op huurbasis de overstap naar MVV. Dit bleek een gelukkige keus. Bij de Maastrichtse club maakte hij direct in zijn eerste seizoen promotie mee naar de eredivisie. In dat seizoen scoorde hij 13 doelpunten. Dat waren er vijf meer dan John Lammers, zijn opvolger bij VVV. Jan Reker was een weddenschap aangegaan met VVV's vicevoorzitter Wim Snijders wie van beiden vaker zou gaan scoren. Reker, die voor Lammers koos, verloor en moest 1000 gulden betalen aan Snijders, die tegen zijn zin een 'eigen (Venlose) jongen' de club had zien verlaten. In het daaropvolgende seizoen 1988-1989 haalde Verbeek eens te meer zijn gram door in het degradatieduel tussen MVV en VVV te scoren tegen zijn oude club. MVV zou zich uiteindelijk handhaven, VVV degradeerde naar de eerste divisie.

### Tweede periode VVV
Verbeek speelde in totaal dus drie jaar bij MVV, om vervolgens in 1990 terug te keren op het oude nest. Ook bij VVV maakte hij direct in zijn eerste seizoen weer promotie mee. Geplaagd door een hardnekkige liesblessure moest hij in 1992, op 27-jarige leeftijd, echter een vroegtijdig punt zetten achter zijn carrière.

## Trivia
Zijn zoon Rick is eveneens profvoetballer geweest, onder meer bij VVV-Venlo en Helmond Sport.

## Statistieken
| Seizoen         | Club            | Competitie      | Competitie | Competitie | Beker | Beker | Overige | Overige | Totaal | Totaal |
| Seizoen         | Club            | Competitie      | Wed.       | Dlp.       | Wed.  | Dlp.  | Wed.    | Dlp.    | Wed.   | Dlp.   |
| --------------- | --------------- | --------------- | ---------- | ---------- | ----- | ----- | ------- | ------- | ------ | ------ |
| 1982/83         | VVV             | Eerste divisie  | 24         | 7          | 3     | 1     | 6       | 0       | 33     | 8      |
| 1983/84         | VVV             | Eerste divisie  | 25         | 7          | 2     | 1     | 5       | 0       | 32     | 8      |
| 1984/85         | VVV             | Eerste divisie  | 28         | 12         | 2     | 1     | —       | —       | 30     | 13     |
| 1985/86         | VVV             | Eredivisie      | 34         | 10         | 0     | 0     | —       | —       | 34     | 10     |
| 1986/87         | VVV             | Eredivisie      | 29         | 4          | 2     | 2     | 5       | 0       | 36     | 6      |
| 1987/88         | → MVV           | Eerste divisie  | 33         | 13         | 2     | 0     | 6       | 2       | 41     | 15     |
| 1988/89         | MVV             | Eredivisie      | 23         | 5          | 1     | 0     | —       | —       | 24     | 3      |
| 1989/90         | MVV             | Eredivisie      | 23         | 3          | 2     | 0     | —       | —       | 25     | 3      |
| 1990/91         | VVV             | Eerste divisie  | 18         | 4          | 0     | 0     | 0       | 0       | 18     | 4      |
| 1991/92         | VVV             | Eredivisie      | 10         | 1          | 0     | 0     | —       | —       | 10     | 1      |
| Carrière totaal | Carrière totaal | Carrière totaal | 247        | 66         | 14    | 5     | 22      | 2       | 283    | 73     |